# Тростенский, Осип Тимофеевич
Князь Осип Тимофеевич Тростенский — воевода во времена правления Василия III Ивановича и Ивана IV Васильевича Грозного.
Сын князя Тимофея Александровича и внук родоначальника князей Тростенских — Александра Андреевича Тростенского. Имел братьев, князей: Петра, Фёдора, Василия и Ивана Глухого Тимофеевичей.

## Биография
Один из воевод стоящих в Дорогобуже (1519 и 1521). На свадьбе великого князя Василия III Ивановича с Еленой Глинской, находился у постели "слал постелю" (28 января 1526). Подписался на поручной записи по князю Михаилу Львовичу Глинскому (февраль 1527). По росписи от поля, был одним из воевод на Рязани, причём на случай столкновений с неприятелем, должен быть вне города (1527). Упомянут в числе воевод стоявших на Рязани, вне города (1532). Указано ему быть воеводой в полку левой руки на Коломне, но не был, послан в Смоленск (1534). Первый воевода левой руки на Коломне, а брат Иван второй воевода (1542). Первый воевода левой руки в Шуе (январь 1544). Первый и второй воевода Сторожевого полка князья И.С. Ногтев и И.А. Копыря-Кашин местничали с бояриным И.С. Воронцовым и князем Осипом Тимофеевичем (январь 1544). Воевода правой руки, а позже воеводаСторожевого полка в Калуге (1548-1549). Годовал в Смоленске в числе других воевод (1551). Воевода в Нижнем Новгороде (1555).
Умер бездетным.